# Orangenpapier
Ein Orangenpapier ist ein meist dünnes, mit bunten Motiven bedrucktes Papier, in das Orangen eingewickelt zum Verkauf angeboten werden. Seine ursprüngliche Schutzfunktion hat es verloren, heutzutage dient es Werbezwecken und als Sammelobjekt.
Da Orangen im Gegensatz zu anderem Obst wie Bananen ihren Reifeprozess unmittelbar nach der Ernte stoppen, war und ist es unabdingbar, sie vollreif zu ernten und rasch zu transportieren. Der zügige Transport von den mediterranen Anbaugebieten in weit entfernte Länder  wurde erst mit dem Aufkommen von Eisenbahn und Schnelldampfern möglich. Um das durch die Reife empfindliche Obst vor Stößen, Feuchtigkeit und Transportschäden zu schützen und um zu verhindern, dass sich etwaiger Schimmel von einer Orange auf die daneben liegende ausbreitet, wurden die Früchte in das 1878 zum Patent angemeldete Orangenpapier eingewickelt. Da dies ursprünglich der einzige Zweck des Orangenpapiers war, war dieses anfangs unbedruckt, bald wurde es allerdings als Träger für Werbung entdeckt. Durch automatisierte Vorgänge, Flugzeuge, möglich gewordenen schonenderen Transport und Kühleinrichtungen aller Art sowie durch die chemische Oberflächenbehandlung der Früchte ist die Schutzfunktion des Orangenpapiers weitgehend verloren gegangen. 
Fand man auf frühen Orangenpapieren meist Zeichnungen und Werbesprüche, mit denen die Eigentümer der damals oft als Familienbetrieb geführten Orangenplantagen Italiens und Spaniens ihr Obst bewarben, so sind mit der Erfindung des Zwei-, Drei- und Vierfarbdrucks und später des Offsetdrucks die Motive und Texte äußerst mannigfaltig geworden. Es gibt Orangenpapiere mit Abbildungen von beispielsweise Struwwelpeter, Odysseus, Micky Maus und Ähnlichem; bildliche Darstellungen aus Märchen, Mythen und Sagen sind ebenso zu finden wie Porträts von Politikern und Sportlern, Tier- und Blumenmotive oder schlicht Ornamente. 
Die Abbildungen auf Orangenpapieren hatten auch oftmals einen Bezug zu damals aktuellen Geschehnissen, Erfindungen oder Trends. So wurden etwa die Entwicklung des Telefons oder des Zeppelins auf Orangenpapieren verewigt, ebenso wie später die Vespa. Die Darstellungen wurden teilweise auch an das Zielland der Orangen angepasst. Für Orangen, die nach Großbritannien exportiert wurden, entwarf man etwa Papiere mit Robin-Hood- und Sherlock-Holmes-Motiven, Papiere für Deutschland zeigten unter vielem anderen Rotkäppchen, Martin Luther oder Max und Moritz, in die USA exportierte man Orangen mit dem Konterfei George Washingtons. Orangenpapiere illustrieren so einerseits die Werbegeschichte, andererseits auch die Zeit und Umstände, aus der sie stammen. So verloren die spanischen Papiere Ende der 1930er-Jahre ihre Kunstfertigkeit, da viele der Grafiker Republikaner waren und nach dem Sieg Francos ins Exil gingen. Diese Geschichtsträchtigkeit und die Vielfalt der Abbildungen haben Orangenpapiere zu Sammelobjekten werden lassen, sogar eigene Museen wurden eingerichtet.